# Zawań
Zawań – dawniej kolonia, obecnie część Mołodeczna na Białorusi, w obwodzie mińskim, w rejonie mołodeckim, w sielsowiecie Chożów.

## Historia
W czasach zaborów wieś  w powiecie wilejskim, w guberni wileńskiej Imperium Rosyjskiego.
W latach 1921–1945 kolonia leżała w Polsce, w województwie wileńskim, w powiecie wilejskim, od 1927 roku w powiecie mołodeczańskim, w gminie Mołodeczno, od 1927 roku w gminie miejskiej Mołodeczno.
Według Powszechnego Spisu Ludności z 1921 roku zamieszkiwały tu 583 osoby, 229 było wyznania rzymskokatolickiego, 323 prawosławnego, 2 ewangelickiego, 3 staroobrzędowego a 26 mojżeszowego. Jednocześnie 304 mieszkańców zadeklarowało polską, 259 białoruską, 13 żydowską, 1 małorusińską, 3 litewską a 3 łotewską przynależność narodową. Było tu 58 budynków mieszkalnych. W 1931 kolonia została spisana łącznie z Mołodecznem.
Wierni należeli do parafii prawosławnej w Mołodecznie. Miejscowość podlegała pod Sąd Grodzki w Mołodecznie i Okręgowy w Wilnie; właściwy urząd pocztowy mieścił się w Mołodecznie.
W wyniku napaści ZSRR na Polskę we wrześniu 1939 miejscowość znalazła się pod okupacją sowiecką. 2 listopada została włączona do Białoruskiej SRR. Od czerwca 1941 roku pod okupacją niemiecką. W 1944 miejscowość została ponownie zajęta przez wojska sowieckie i włączona do Białoruskiej SRR.
Od 1991 w składzie niepodległej Białorusi.